# Pinacoteca civica (Monterubbiano)
La pinacoteca civica, aperta nell'anno 1994, è ospitata nella sala del Consiglio comunale di Monterubbiano e nei locali adiacenti, al piano primo del Palazzo comunale.

## Le opere
Le opere contenute nella sala consiliare del comune sono state restaurate sotto la direzione della Sovrintendenza per i beni artistici e storici delle Marche. La maggior parte dei dipinti su tela presenti sono di autori ignoti. Le opere a carattere religioso sono state rinvenute all'interno di chiese ora sconsacrate, mentre le altre appartenevano a famiglie nobili che le hanno donate al comune tramite testamento.
La sala consiliare del comune che ospita il museo risale al XIX secolo, è una delle quattro stanze storiche rimaste all'interno del palazzo. Le opere che troviamo all'interno risalgono ad un periodo compreso fra il XVII ed il XIX secolo, escluse le due copie della Madonna del magnificat del Botticelli (1445-1510) e della Madonna della candeletta del Crivelli (1430-1495), realizzate dalla pittrice Marzia De Marzi in Alesiani (1889-1990) nella prima metà del XX secolo e donate, tramite testamento, al comune di Monterubbiano nel 1997. Le opere esposte appartengono quindi alle diverse epoche:

### Opere del XVI secolo
- Dipinto su tavola rappresentante San Pietro con le chiavi della chiesa, unico dipinto su tavola, cm 70x60, pittore sistino, fine XVI secolo;
- Deposizione di Gesù Cristo, olio su tela, cm 92x58, pittore manierista, seconda metà del XVI secolo;
- La comunione di San Gerolamo, olio su tela, fine Cinquecento-Seicento, periodo barocco;

### Opere del XVII secolo
- Madonna in gloria e angeli musicanti, olio su tela, cm 82x54, scuola di Guido Reni, metà XVII secolo;
- Ritratto di Sisto V, olio su tela, cm 80x70, pittore marchigiano, XVII secolo;
- Madonna di Loreto, olio su tela, cm 130x65, pittore marchigiano, inizio XVII secolo;
- Fuga in Egitto, olio su tela, cm 61x100, pittore emiliano, XVII secolo;
- Sibilla, olio su tela, cm 60x74, Ludovico Lana, XVII secolo;
- Sibilla eritrea, olio su tela, cm 75x62, Ludovico Lana, XVII secolo;
- La pace abbraccia la giustizia, olio su tela, cm 100x134, pittore dell'Italia centrale, XVII secolo.

### Opere del XVIII secolo
- Crocifissione con San Pietro, olio su tela, XVIII secolo;
- Veduta con porto di mare, olio su tela, cm 100x135, Pittore vedutista italiano, XVIII secolo;
- Immacolata con Gesù bambino e angeli, olio su tela, XVIII secolo;
- Agrippina maggiore sbarca a Brindisi recando le ceneri del marito germanico, olio su tela, cm 92x132, scuola italiana, XVIII secolo;

### Altre opere

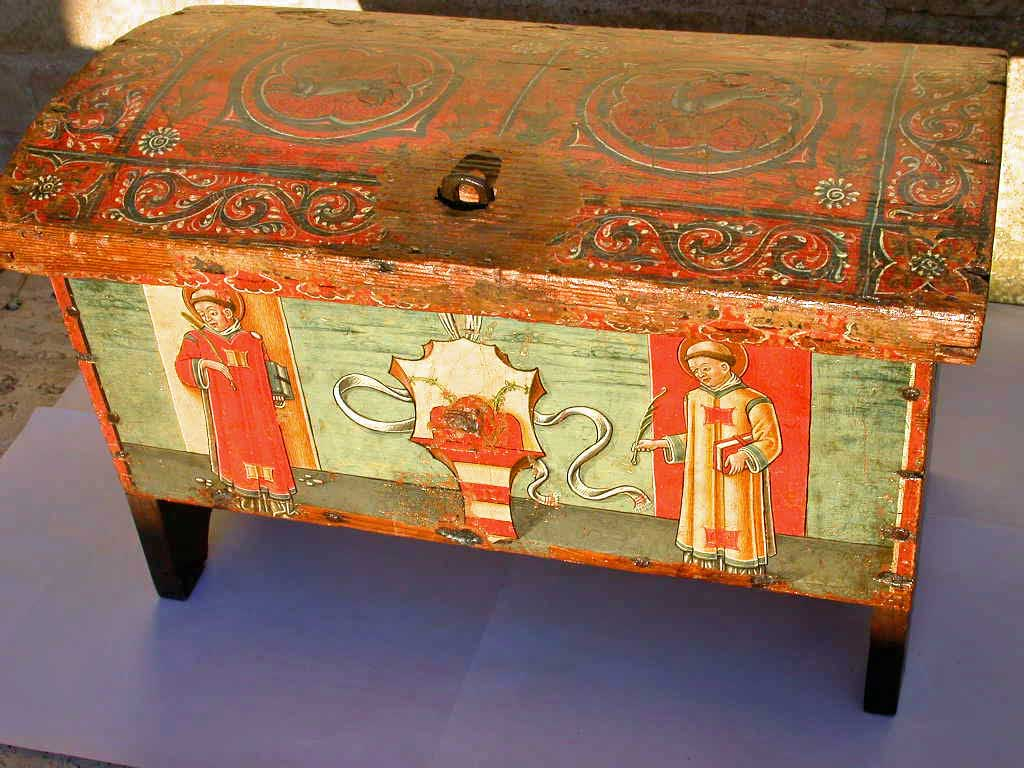
Cofanetto ligneo attribuito a Pietro Alemanno

Da segnalare è sicuramente l'opera Sacra famiglia, olio su tela, cm 87x67, attribuito al pittore di scuola forlivese Francesco Menzocchi e realizzato tra il 1543 ed il 1545.
All'interno della sala consiliare è inoltre esposto un Cofanetto per votazioni in legno decorato da Pietro Alemanno e dagli allievi della sua scuola fine XV secolo, raffigurante nella parte più interessante, quella anteriore, santo Stefano e san Vincenzo, entrambi protettori del paese, con al centro lo stemma di Monterubbiano. Sopra ci sono scene di caccia di animali. Il cofanetto apparteneva al comune di Monterubbiano ed era utilizzato per contenere e trasportare documenti importanti da un comune all'altro. In origine vi era anche un lucchetto, ma non è stato ritrovato.
All'interno della sala consiliare vi sono inoltre esposti abiti originali del 1700: una coppia apparteneva ai priori; sono vesti lunghe ed ampie, di damasco nero, con decori in velluto floreali e con un copricapo dall'ampia calotta che ricade a ciambella sulla falda rigida; le altre due coppie sono invece costumi di paggi. In ultimo è possibile ammirare i due gonfaloni originali del Settecento in ottimo stato di conservazione recanti lo stemma del paese ben visibile nei suoi particolari.